# Татенце
Татенце (на английски: Baby Daddy) е американски ситком сериал на телевизия Freeform.

## Сюжет
Сериалът проследява животът на Бен – 20-годишен младеж, който получава изненадата на живота си, когато бивше гадже му оставя бебето си на входната врата. Бен решава да отгледа момиченцето, с помощта на брат си, Дани, двамата му най-добри приятели, Райли и Такър, и майка си, Бони.